# Адамстаун (Мериленд)
Адамстаун (енгл. Adamstown) насељено је место без административног статуса у америчкој савезној држави Мериленд.

## Демографија
По попису из 2010. године број становника је 2.372.
| Група             | 2000.    | 2010.         |
| Белци             | 0 (0,0%) | 1.952 (82,3%) |
| Афроамериканци    | 0 (0,0%) | 159 (6,7%)    |
| Азијати           | 0 (0,0%) | 85 (3,6%)     |
| Хиспаноамериканци | 0 (0,0%) | 133 (5,6%)    |
| Укупно            | 0        | 2.372         |